# تشارلز أ. بارنارد (سياسي)
تشارلز أ. بارنارد هو محامي وسياسي أمريكي، ولد في 3 مارس 1907، وتوفي في 2 نوفمبر 1956 بسبب نوبة قلبية. نشط حزبياً في الحزب الجمهوري. وقد انتخب عضو جمعية ولاية ويسكونسن ‏.